# Duncan Milroy
Duncan Milroy (* 8. Februar 1983 in Edmonton, Alberta) ist ein kanadischer Eishockeyspieler, der seit November 2010 bei den Krefeld Pinguine aus der Deutschen Eishockey Liga unter Vertrag steht.

## Karriere
Duncan Milroy begann seine Karriere als Eishockeyspieler bei den Swift Current Broncos aus der Western Hockey League, für die er von 1998 bis 2001 insgesamt drei Jahre lang spielte. Anschließend wurde der Flügelstürmer während des NHL Entry Draft 2001 in der zweiten Runde als insgesamt 37. Spieler von den Montréal Canadiens ausgewählt. Die nächsten beiden Jahre stand der Rechtsschütze jedoch weiterhin in der WHL unter Vertrag, wo er für Kootenay Ice aufs Eis ging.
Im Sommer 2003 wurde der Kanadier in den Kader der Hamilton Bulldogs aus der American Hockey League berufen. Für das Farmteam der Canadiens spielte der Flügelspieler insgesamt fünf Jahre lang und erzielte 179 Scorerpunkte, darunter 75 Tore, in 346 AHL-Spielen. In der Saison 2006/07 gewann Milroy mit den Bulldogs den Calder Cup. In der gleichen Spielzeit gab er sein Debüt in der National Hockey League für die Montréal Canadiens und erzielte dabei in fünf Partien einen Assist für sein Team.
Von Juli 2008 bis Juli 2009 stand Milroy beim ERC Ingolstadt aus der Deutschen Eishockey Liga unter Vertrag, wechselte aber dann zurück nach Nordamerika, wo er einen Vertrag im Franchise der Minnesota Wild annahm. Doch er spielte die gesamte Saison 2009/10 bei den Houston Aeros in der AHL und erzielte in 74 Spielen 36 Punkte. Zur Saison 2010/11 unterschrieb er einen Vertrag beim tschechischen Verein BK Mladá Boleslav, den er allerdings nach 20 Spielen wieder verließ und im November 2010 bei den Krefeld Pinguine aus der Deutschen Eishockey Liga einen Vertrag unterschrieb.

## Erfolge und Auszeichnungen
- 2000 Bronzemedaille bei der World U-17 Hockey Challenge
- 2001 Teilnahme am CHL Top Prospects Game
- 2002 President’s-Cup-Gewinn mit den Kootenay Ice
- 2002 Memorial-Cup-Gewinn mit den Kootenay Ice
- 2005 Yanick Dupré Memorial Award
- 2007 Calder-Cup-Gewinn mit den Hamilton Bulldogs

## Statistik
(Stand: Ende der Saison 2008/09)